# Віскача південна
Віскача південна (Lagidium viscacia) — гризун роду Гірські віскачі.

## Поширення
Вид має відносно широкий ареал; полюбляє скелясті місцевості, де він колонізує ущелини. Трапляється в південному Перу, південній та західній Болівії, на півночі Чилі та на заході Аргентини. Висотний ареал над рівнем моря: 2.500 м. — 5100 м. 

## Зовнішність
Як і всі члени цієї родини, віскачі мають товсте, м'яке хутро, за винятком хвостів, де шерсть груба. Вони блідо-жовті або сірі зверху, кінчик хвоста чорний; колір хутра варіює зі зміною сезону і з віком. Вуха довгі, вкриті хутром. Усі ступні чотирипалі. Маса 3 кг.

## Звички
Їхня дієта переважно складається з трав, мохів і лишайників. Пік активності — проти сходу й заходу сонця. Полюбляють день проводити на виступах скель, купаючись у сонячному теплі. Парування відбувається в період з жовтня по грудень. Після вагітності, 120—140 днів, самиця народжує одного малюка. Дитинча народжується добре опушене з відкритими очима і здатне вживати тверду їжу в перший же день свого життя. Матір доглядає дитинча близько 8 тижнів.